# Marcelliopsis splendens
Marcelliopsis splendens är en amarantväxtart som först beskrevs av Schinz, och fick sitt nu gällande namn av Schinz. Marcelliopsis splendens ingår i släktet Marcelliopsis och familjen amarantväxter. Inga underarter finns listade i Catalogue of Life.